# Lion Heart
Lion Heart es el quinto álbum de estudio del grupo femenino surcoreano Girls' Generation. Fue lanzado por la discográfica S.M. Entertainment y distribuido por KT Music el 29 de agosto de 2015. Es el primer álbum desde la partida de Jessica del grupo. El álbum fue promocionado con una gira y tres sencillos: «Party» lanzado el 7 de julio, «Lion Heart» lanzado el 18 de agosto y «You Think» lanzado el 19 de agosto.

## Antecedentes y composición
Según Anzhe Zhang, de Slant Magazine, Lion Heart está compuesto principalmente por canciones bubblegum pop. Haciéndose eco del punto de vista de Zhang, Chester Chin, del periódico malasio The Star, escribió que el álbum era una colección de temas bubblegum pop. La canción que abre el disco, "Lion Heart", es una canción bubblegum pop con influencias soul pop que adopta un sonido de estilo retro y está respaldada por bajos. "Party" fue detallada como una canción electropop que está respaldada por guitarras, sintetizadores y Auto-Tune. Aparte del sonido característico, Lion Heart también abarca varios otros géneros; "You Think" se caracteriza por ser una grabación de electropop y hip hop con trap beats y cuernos en su composición. "One Afternoon" toma influencias del bossa nova e incorpora guitarras españolas, mientras que "Show Girls" retrata una canción electropop grabada originalmente en japonés para el álbum de grandes éxitos del grupo de 2014, The Best. "Check" es un tema suave de R&B contemporáneo, y "Sign" fue descrita como una oscura canción synthpop. "Bump It" es un híbrido de varios géneros que incorpora hi-hat beats.

## Lanzamiento y promoción

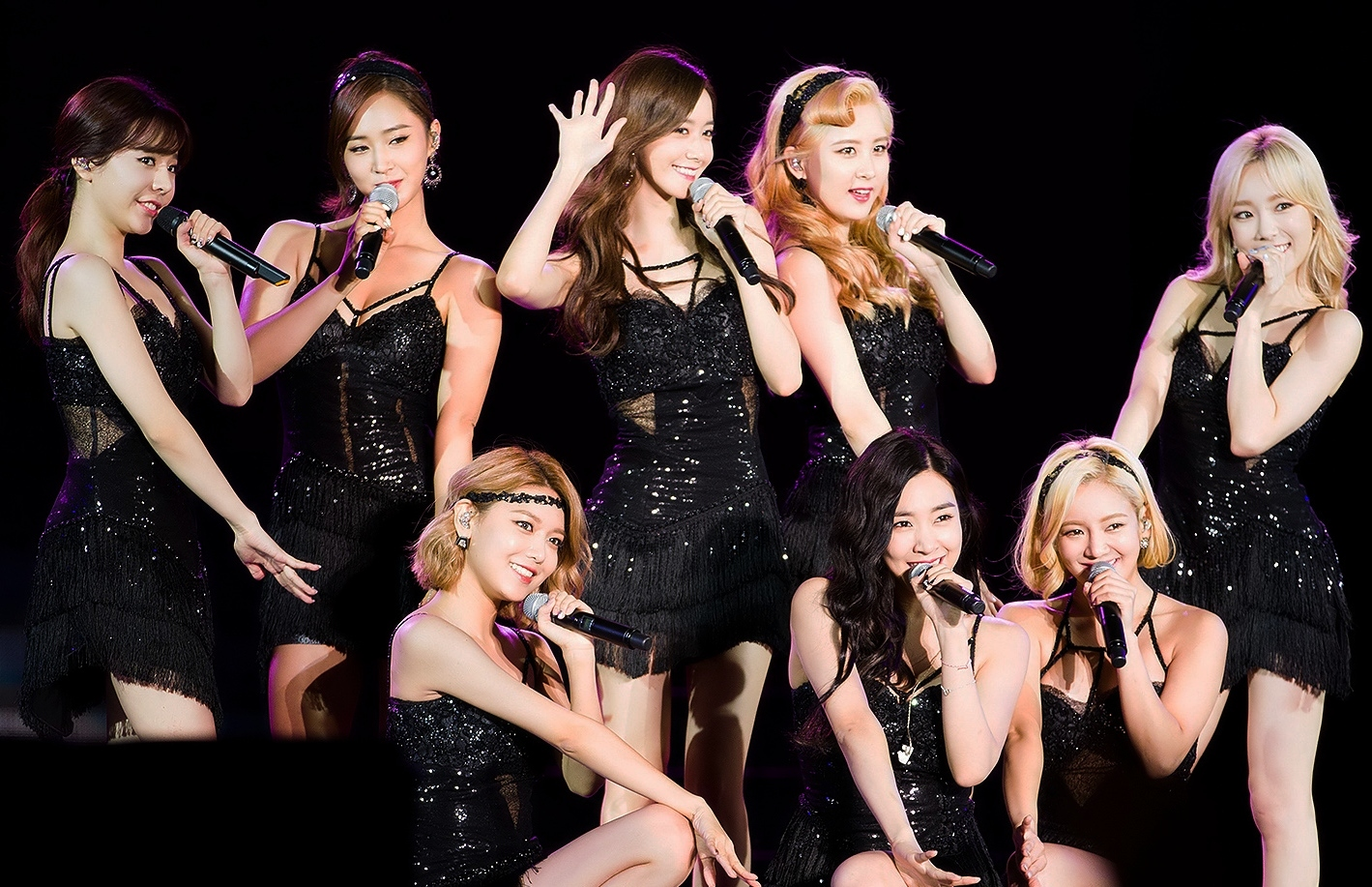
Girls' Generation actuando en el MBC's 2015 DMC Festival

El 30 de junio de 2015, el grupo lanzó adelantos de vídeos musicales de tres sencillos entonces próximos "Party", "Lion Heart" y "You Think", sirviendo como herramienta promocional de su primer álbum de estudio en idioma coreano como grupo de ocho miembros. Los detalles sobre el álbum, incluyendo su título, fecha de lanzamiento, portada y lista de canciones, se anunciaron el 12 de agosto de 2015. La discográfica del grupo, S.M. Entertainment, reveló que el disco saldría a la venta en el lapso de dos días. Las seis primeras canciones -incluido el sencillo "Lion Heart"- estarían disponibles el 18 de agosto, mientras que las restantes -incluido el sencillo "You Think"- se distribuirían al día siguiente; Billboard describió la estrategia de lanzamiento como "atípica". Una edición alternativa del álbum con un artwork diferente fue lanzada adicionalmente el 26 de agosto de 2015, bajo el título You Think.
Tras el lanzamiento del álbum, Girls' Generation presentó «Lion Heart» y «You Think» en varios programas musicales importantes de Corea del Sur: Music Bank (KBS), Show! Music Core (MBC) e Inkigayo (SBS). Durante los días 18–25 de agosto, el grupo también participó e interactuó con los espectadores a través de una transmisión en vivo en la aplicación de teléfono de Naver «V».
"Party" estuvo disponible como sencillo principal de Lion Heart para descarga digital por S.M. Entertainment el 7 de julio de 2015. El CD single físico se puso a la venta el 8 de julio de 2015. Junto con el lanzamiento del sencillo se publicó un vídeo musical que lo acompañaba. Comercialmente, "Party" debutó en lo más alto de la Gaon Digital Chart en la edición de la lista del 11 de julio de 2015, vendiendo 256.390 unidades digitales en su primera semana de disponibilidad, llevando las ventas totales a más de 843.843 unidades digitales en Corea del Sur hasta diciembre de 2015, convirtiéndose así en el 58.º sencillo más vendido de 2015. "Party" alcanzó además el número diez en el Japan Hot 100 y el número cuatro en el Billboard World Digital Songs. La canción que da título al álbum fue presentada como segundo sencillo, y su vídeo musical se estrenó el 18 de agosto de 2015. Posteriormente, "You Think" sirvió como tercer y último sencillo, siendo acompañado por un visual que se estrenó al día siguiente de la disponibilidad de "Lion Heart". La canción principal se añadió a la lista de reproducción de radio "K-Pop Connection" de Korean Broadcasting System el 21 de agosto, mientras que "You Think" impactó en la radio KBS el 23 de agosto. Ambas canciones aparecieron en la lista Gaon Digital Chart, en los puestos 4 y 30, respectivamente.
El álbum fue promocionado con la gira Girls' Generation "Phantasia" Concert, dio inicio el 21 de noviembre de 2015 en Olympic Gymnastics Arena, Seúl, Corea del Sur, y continuó en Japón y Tailandia.

## Recepción Crítica
Tras su lanzamiento, Lion Heart cosechó críticas dispares por parte de crítica musical. Anzhe Zhang de Slant Magazine escribió que el álbum se lanzó para "acallar" las sospechas de que Girls' Generation estaba decayendo tras la marcha de la miembro Jessica en septiembre de 2014. Sin embargo, añadió, "aunque [el álbum] es genial para los fans incondicionales omnívoros, en última instancia se siente un poco más que disperso"." Chester Chin, escribiendo para el periódico malasio The Star, elogió el lanzamiento de los sencillos "Party", "Lion Heart" y "You Think" como "un comienzo prometedor". Sin embargo, desaprobó el resto del álbum, calificándolo de "oferta relativamente insulsa" por "[adentrarse] demasiado rápido en territorio de relleno" y criticando las canciones "Green Light" y "Paradise" por ser demasiado "genéricas. " Kim Do-heon, de la revista en línea surcoreana IZM, se mostró ligeramente más positivo hacia el álbum, calificándolo de "elegante", y apreciando los estilos musicales del disco aunque consideró que suponía un declive en comparación con los álbumes anteriores del grupo como agrupación de nueve miembros.
Lion Heart fue aclamado comercialmente en Corea del Sur. Debutó en el primer puesto de la Gaon Album Chart en la edición de la lista del 22 de agosto de 2015, y se mantuvo en el primer puesto durante una semana más. Dos semanas después de su debut en la lista, descendió 35 posiciones, situándose en el número 36. Lion Heart fue el álbum más vendido de agosto de 2015 en Corea del Sur, vendiendo 131.228 copias físicas, mientras que en conjunto fue el 13º álbum más vendido de 2015 en ese país con unas ventas totales de 145.044 unidades. Lion Heart también se situó en el número 11 de la Oricon Albums Chart japonesa en la edición del 31 de agosto de 2015, al tiempo que alcanzó el primer puesto de la Billboard World Albums chart y convirtiéndose en el segundo número uno del grupo tras su álbum de 2013, I Got a Boy.

## Lista de canciones
Créditos adaptados de las notas del disco.

| Standard Edition |                                |                                                |                                                                                        |          |  |
| N.º              | Título                         | Letras                                         | Música                                                                                 | Duración |  |
| 1.               | «Lion Heart»                   | Jam Factory, Joy Factory                       | Sean Alexander, Darren "Baby Dee Beats" Smith, Claudia Brant                           | 3:44     |  |
| 2.               | «You Think»                    | Brandon Sammons (Massive Muzik), Sara Forsberg | Sara Forsberg, Dante Jones, Ryan Jhun, Denzil "iDR" Remedios                           | 3:09     |  |
| 3.               | «Party»                        | Jo Yun-gyeong                                  | Albi Albertsson, Chris Young, Shin Agnes                                               | 3:13     |  |
| 4.               | «One Afternoon» (어떤 오후)    | Hwang Hyun (MonoTree), Shin Agnes              | Hwang Hyun (MonoTree), Shin Agnes                                                      | 3:35     |  |
| 5.               | «Show Girls» (Versión coreana) | Mafly                                          | Ricky Hanley, Paul Drew, Greig Watts, Pete Barringer, Joe Killington, Katerina Bramley | 3:39     |  |
| 6.               | «Fire Alarm»                   | Kenzie                                         | Kenzie, Trinity Music                                                                  | 3:11     |  |
| 7.               | «Talk Talk»                    | Cho Yoon-kyung                                 | Mental Audio, Ylva Dimberg                                                             | 3:23     |  |
| 8.               | «Green Light»                  | Mafly                                          | The Underdogs, Mike Daley, Andrew Hey, Britany Burton, Rodnae "Chikk" Bell             | 2:52     |  |
| 9.               | «Paradise»                     | U.F.O (Jam Factory), Mafly                     | Nermin Harambašić, Courtney Woolsey, Charite Viken, Erik Fjeld, Saima Mian             | 3:50     |  |
| 10.              | «Check»                        | Mafly                                          | Teddy Riley, Lee Hyun-seung, Dominique Rodríguez, Daniel "Obi" Klein, Engelina Larsen  | 3:26     |  |
| 11.              | «Sign»                         | Kim Bu-min                                     | Hitchhiker                                                                             | 3:17     |  |
| 12.              | «Bump It» (예감)               | Cho Yoon-kyung                                 | Anne Judith Wik, Ronny Svendsen, Uwe Fahrenkrog-Petersen, Greg Fizgerald               | 3:48     |  |
| 41:14            |                                |                                                |                                                                                        |          |  |

## Charts

### Weekly charts
| Chart (2015)                            | Peak position |
| --------------------------------------- | ------------- |
| Japón (Oricon)                          | 11            |
| Corea del Sur (Gaon)                    | 1             |
| Taiwán (G-Music)                        | 3             |
| Estados Unidos (Top Heatseekers Albums) | 7             |
| Estados Unidos (World Albums)           | 1             |

### Monthly chart
| Chart (2015)         | Position |
| -------------------- | -------- |
| Corea del Sur (Gaon) | 1        |

### Year-end chart
| Chart (2015)         | Position |
| -------------------- | -------- |
| Corea del Sur (Gaon) | 13       |

## Ventas y certificaciones
| Gráfico                        | Cantidad |
| ------------------------------ | -------- |
| Corea del Sur (ventas físicas) | 147 568  |

## Historial de Lanzamiento
| País          | Fecha                | Edición           | Formatos         | Discográfica                |
| ------------- | -------------------- | ----------------- | ---------------- | --------------------------- |
| Corea del Sur | 18 de agosto de 2015 | Lion Heart part 1 | Descarga digital | S.M. Entertainment          |
| Corea del Sur | 19 de agosto de 2015 | Lion Heart part 2 | Descarga digital | S.M. Entertainment          |
| Worldwide     | 19 de agosto de 2015 | Standard          | Descarga digital | S.M. Entertainment          |
| Corea del Sur | 20 de agosto de 2015 | Standard          | CD               | S.M. Entertainment KT Music |
| Corea del Sur | 26 de agosto de 2015 | You Think edition | CD               | S.M. Entertainment KT Music |
| Taiwán        | 18 de marzo de 2016  | Standard          | CD + DVD         | Universal Music Taiwan      |